# Hyalurga ergolis
Hyalurga ergolis är en fjärilsart som beskrevs av Walker 1854. Hyalurga ergolis ingår i släktet Hyalurga och familjen björnspinnare. Inga underarter finns listade i Catalogue of Life.